# Kinzlbach
Kinzlbach ist ein Ortsteil der Gemeinde Bockhorn im Landkreis Erding in Oberbayern. 

## Geografie
Der Ort liegt drei Kilometer südwestlich von Bockhorn entfernt, am Rand der Münchner Schotterebene.

## Verkehr
Die Staatsstraße 2084 verläuft einen Kilometer südlich.

Ortsansicht Kinzlbach von Südsüdost